# 松島晃
松島晃，日本男性動畫師、人物設計師、演出家。動畫公司ufotable所屬。

## 人物簡介
JEC-E出身。1990年代開始經常參加古橋一浩執導作品的作畫監督、原畫的工作，當中由古橋所執導的《浪客劍心》系列都有全程參與。包含OVA版《浪客劍心》系列的三部曲負責人物設定的工作。之後在自身代表作《瑪莉亞的凝望》中負責人物設定、總作畫監督。
動畫公司ufotable成立之後，他跟外崎春雄搭檔合作的次數增加，例如從OVA動畫《交響曲傳奇 THE ANIMATION》開始，《傳奇系列》的動畫章節由ufotable總承包製作，導演由外崎擔任，
松島則是負責其人物設定、總作畫監督的工作。除了傳奇系列之外，由外崎執導的大部分其它作品都負責其人物設定、總作畫監督的工作。
2020年，由外崎執導，松島負責人物設定、總作畫監督的動畫《鬼滅之刃》獲得東京動畫獎2020「作品獎 電視部門」。而松島自己也獲得「個人獎 動畫師部門」。

## 參加作品

### 電視動畫
1990年代
- 恐龍冒險記（日语：恐竜冒険記ジュラトリッパー）（1995年，動畫）
- 伊沙米大冒險（1995年－1996年，原畫）
- VR快打（1996年，原畫）
- 美少女戰士Sailor Stars（1996年，原畫）
- 水色時代（1996年，原畫）
- 浪客劍心（1996年－1998年，作畫監督、原畫）
- 馬赫GoGoGo (第2作)（1997年，原畫）
- YAT安心！宇宙旅行（日语：YAT安心!宇宙旅行）（1997年，原畫）
- 尼克斯特戰記EHRGEIZ（日语：ネクスト戦記EHRGEIZ）（1997年，原畫）
- AWOL -Absent Without Leave-（日语：AWOL -Absent Without Leave-）（1998年，原畫）
- EAT-MAN'98（日语：EAT-MAN）（1998年，OP原畫、原畫）
- SHADOW SKILL -影技-（1998年，原畫）
- 桃色姊妹花（日语：ももいろシスターズ）（1998年，OP原畫）
- Weiβ kreuz（1998年，原畫）
- 微星小超人（日语：小さな巨人 ミクロマン）（1999年，原畫）
- 火魅子傳（日语：火魅子伝）（1999年，原畫）
- 逮捕令 Special（1999年，原畫）
- 宇宙戰艦山本洋子（1999年，人物作畫監督、原畫）
- 伊甸少年（1999年，OP原畫、原畫）
- 格鬥小霸王（1999年－2000年，OP原畫）
- 仙界傳 封神演義（1999年，原畫）
- BLUE GENDER（1999年－2000年，原畫）
- HUNTER×HUNTER (1999年版)（1999年－2001年，作畫監督、OP原畫、ED原畫、原畫）

2000年代
- 銀裝騎攻Ordian（日语：銀装騎攻オーディアン）（2000年，原畫）
- 捍衛者（2000年，作畫監督）
- 破壞魔定光（2001年，OP原畫、原畫）
- 光劍星傳EX（2001年，作畫監督、原畫）
- 逮捕令 Second Season（2001年，OP原畫）
- 幻影天使（2001年，原畫）
- 聖石小子（2001年－2002年，人物設定、總作畫監督、作畫監督）
- 馭龍少年（2002年－2003年，作畫監督、原畫）
- BOM BOM 彈珠人太空戰士（2002年，OP原畫）
- 閃靈二人組（2002年－2003年，作畫監督、OP原畫、原畫）
- 星際少年隊（2003年，作畫監督）
- 廢棄公主（2003年，作畫監督、ED原畫）
- 急救超人兵團（2003年，原畫）
- 火影忍者（2003年－2005年，作畫監督、原畫）
- 瑪莉亞的凝望（2004年，人物設定、總作畫監督、作畫監督）[3]
- 絢爛舞踏祭（2004年，ED原畫）
- 瑪莉亞的凝望 ～春～（2004年，人物設定、總作畫監督、作畫監督）
- 御伽草子（2004年－2005年，原畫）
- 2×2忍傳（日语：ニニンがシノブ伝）（2004年，原畫）
- SAMURAI 7（2004年，原畫）
- 我的主人愛作怪（2005年，原畫）
- 玻璃假面 (2005年版)（2005年，原畫）
- 交響詩篇艾蕾卡7（2005年－2006年，作畫監督、原畫）
- 極樂天師（2005年，ED原畫）
- 地獄少女（2005年，OP原畫）
- BLOOD+（2005年，OP原畫）
- 神奇寶貝超世代（2006年，原畫）
- 極樂天師 喝!!（2006年，OP原畫、原畫）
- 變身公主（2006年，OP原畫、原畫）
- 忍者少女！（2006年，原畫）
- 雙面騎士 ～Le Chevalier D'Eon～（2006年，原畫）
- 暮蟬悲鳴時解（2007年，OP原畫）
- 星界死者之書（2007年，OP圖形作監）
- 今日大魔王！3（2008年，OP原畫）
- 銀魂（2008年，原畫）
- 亡念之扎姆德（2008年，ED原畫）
- 西洋骨董洋菓子店 ～Antique～（2008年，原畫）
- 瑪莉亞的凝望 4th Season（2009年，人物設定、總作畫監督、作畫監督、OP作畫監督）
- 閃電十一人（2009年，原畫）

2010年代
- 鋼之鍊金術師 FULLMETAL ALCHEMIST（2010年，ED作畫監督、原畫）
- 罪惡王冠（2012年，OP原畫）
- 紙箱戰機W（2012年，原畫）
- 魯邦三世 -名為峰不二子的女人-（2012年，第二原畫）
- 絕園的暴風雨（2013年，原畫）
- Fate/stay night [Unlimited Blade Works]（2014年，第二原畫）
- 熱情傳奇 ～導師的黎明～（2014年，人物設定、作畫監督、原畫）
- GOD EATER（2015年，第二原畫）
- 熱情傳奇 the X（2016年－2017年，人物設定、總作畫監督、作畫監督、OP&ED作畫監督、第二原畫）[4]
- 活擊 刀劍亂舞（2017年，作畫監督）
- 鬼滅之刃 竈門炭治郎 立志篇（2019年，人物設定、總作畫監督、作畫監督、OP&ED作畫監督）

2020年代
- 鬼滅之刃 遊郭篇（2021年，人物設定[5]、總作畫監督、作畫監督、OP&ED作畫監督）

### OVA
- BURN-UP W（1996年，原畫）
- 酷哥爆走族（日语：荒くれKNIGHT）（1997年，原畫）
- 浪客劍心系列
  - 追憶篇（1999年，作畫監督、原畫）
  - 星霜篇（2001年，人物設定、作畫監督、原畫）
  - 新京都篇（2012年，原畫）[注 1]
- Weiβ kreuz verbrechen（1999年，原畫）
- R.O.D -READ OR DIE-（2001年，原畫）
- 新·北斗神拳（2003年，原畫）
- KINGDOM of CHAOS -BORN TO KILL-（2003年，作畫監督）
- 瑪莉亞的凝望 3rd Season（2006年－2007年，人物設定、總作畫監督、OP作畫監督）
- 交響曲傳奇 THE ANIMATION 全11卷（2007年－2012年，人物設定、作畫監督、OP原畫、原畫）
- 鋼之鍊金術師 FULLMETAL ALCHEMIST 影像特典 「單純的人們」（2009年，作畫監督、原畫）
- 機動戰士鋼彈UC episode 7（2014年，原畫）

### 電影動畫
- 名偵探柯南：引爆摩天樓（1997年，原畫）
- 逮捕令 the MOVIE（1999年，原畫）
- 數碼寶貝大冒險02：超惡魔獸的逆襲（2001年，原畫）
- 頭文字D Third Stage -INITIAL D THE MOVIE-（2001年，原畫）
- 劇場版 TSUBASA翼：鳥籠國的公主（2005年，原畫）
- 勇者物語（2006年，原畫）
- 劇場版 閃電十一人：最強軍團王牙來襲（2010年，原畫）
- 魔法少女姐妹悠悠和寧寧（2013年，作畫監督）
- 劇場版 Fate/stay night ［Heaven's Feel］第1章 presage flower（2017年，第二原畫）
- 劇場版 Fate/stay night [Heaven's Feel] 第3章 spring song（2020年，原畫）
- 劇場版 鬼滅之刃 無限列車篇（2020年，人物設定、總作畫監督、作畫監督）[6]

### 遊戲
- 女神異聞錄2 罰（2000年，原畫）
- 東京幽遊（2001年，原畫）
- Surveillance 監視者（日语：サーヴィランス 監視者）（2002年，原畫）
- DRAGON DRIVE（2002年，OP原畫）
- 命運傳奇2（2002年，OP原畫）
- 朱 -Aka-（2003年，OP原畫）
- 召喚夜響曲 鑄劍物語2（2004年，原畫）
- 召喚夜響曲外傳 破曉之翼（2005年，OP一人原畫）
- 王宮夜想曲（2005年，OP原畫）
- 召喚夜響曲 鑄劍物語 ～起源之石～（2005年，原畫）
- 魔界戰記2（2006年，OP原畫）
- 交響詩篇艾蕾卡7 TR1:NEW WAVE（2005年，OP作畫監督）
- 交響詩篇艾蕾卡7 TR2:NEW VISION（2006年，動畫人物設定、作畫監督）
- 千夜鬼譚（2006年，人物設定、插畫作畫）
- 龍影咒（2007年，OP原畫）
- 魔界戰記3（日语：魔界戦記ディスガイア3）（2008年，OP原畫）
- 無盡傳奇（2011年，動畫人物設定、作畫監督）
- 無盡傳奇2（2012年，動畫人物設定、作畫監督、ED插圖、原畫）
- 熱情傳奇（2015年，動畫人物設定、OP動畫作畫監督、靜止畫插圖、原畫）
- 緋夜傳奇（2016年，動畫人物設定、作畫監督、靜止畫插圖）

### 其它
- 星際少年隊 blue to white（2006年，原畫）

## 得獎歷
- 東京動畫獎2020：個人獎 動畫部門[2]

## 腳註

## 外部連結
- 松島晃 （页面存档备份，存于） （日語）－allcinema（日语：allcinema）
- 松島晃 （页面存档备份，存于） （日語）－電視劇檔案資料庫（日语：テレビドラマデータベース）